# Divorț
Divorțul reprezintă actul de desfacere a unei căsătorii în mod legal. În România, aceasta se poate realiza printr-un proces, urmând dispozițiile codului civil al României. Există patru motive de divorț, definite în  Art. 373  
a) prin acordul soților, la cererea ambilor soți sau a unuia dintre soți acceptată de celălalt soț; 
b) atunci când, din cauza unor motive temeinice, raporturile dintre soți sunt grav vătămate și continuarea căsătoriei nu mai este posibilă;
c) la cererea unuia dintre soți, după o separare în fapt care a durat cel puțin 2 ani; 
d) la cererea aceluia dintre soți a cărui stare de sănătate face imposibilă continuarea căsătoriei. Divorțul are loc conform dispozițiilor codului de procedură civilă al României (art 914 – 934).
În măsura în care există copii ca urmare a căsătoriei se pune problema acordării custodiei asupra minorilor. În acest caz, se formează o familie de tip monoparental în care minorii locuiesc cu unul dintre părinți.
În afară de divorțul prin instanță (instanța competentă fiind Judecătoria), divorțul poate avea loc, dacă sunt îndeplinite anumite condiții specifice, și pe cale administrativă sau notarială.
Divorțul se judecă la judecătoria în raza căreia se află ultimul domiciliu comun al părților, dacă cel puțin unul dintre soți mai locuiește acolo. Dacă cei doi soți au domiciliile în raza altei sau altor judecătorii, cauza se judecă la cea unde își are domiciliul pârâtul. Dacă domiciliul pârâtului nu este cunoscut, cauza se judecă la judecătoria de care aparține domiciliul reclamantului. Dosarul care se depune la judecătorie trebuie să conțină obligatoriu: cererea de divorț, certificatul de căsătorie în original, dovada plății taxei de timbru (39 lei) și timbru judiciar. În funcție de fiecare caz, dosarul se completează și cu alte acte.
Dacă sunt minori rezultați în urma căsătoriei instanța stabilește obligatoriu modalitatea custodiei, unică sau comună și obligațiile de întreținere. Dacă pe vremea Codului Familiei instanta decidea în 100% din cazuri un aranjament de tip custodie unică, conform noului Cod Civil ce a intrat în vigoare în România la 1 octombrie 2011 există prezumția de autoritate părintească comună. Instanța stabilește locuința minorului precum și obligațiile fiecărei părți pentru întreținerea minorului. Condiția obligatorie este existența unui consens minim între părinți și verificarea faptului că acest tip de aranjament (autoritatea părintească comună) nu contravine interesului superior al copilului. Contribuția la întreținerea minorului se poate face atât în natură (preferată de legiuitor) cât și în bani (alternativa în cazul în care un părinte nu se achită benevol de obligațiile sale)
Instanța nu stabilește din oficiu un program de relații personale (vizită sau găzduire) între minor și părintele care nu a obținut găzduirea permanentă a acestuia dacă în timpul procesului de divorț sau ulterior nu există o cerere în acest sens.

## Divorțul în lume
Toate țările permit divorțul cu excepția Filipinelor și Vaticanului. Cu toate acestea, în multe țări este foarte dificil de obținut un divorț, din cauza condițiilor legale care trebuie îndeplinite precum și a costurilor ridicate. De asemenea, în unele țări divorțul duce la stigmatizarea socială a persoanelor divorțate. Divorțul este în general mai puțin acceptat în țările catolice. În Malta divorțul s-a legalizat abia în 2011, iar în Irlanda în 1996.

## Divorțul în România

### Motivele de divorț[7]
Divorțul poate avea loc:
- prin acordul soților, la cererea ambilor soți sau a unuia dintre soți acceptată de celălalt soț;
- atunci când, din cauza unor motive temeinice, raporturile dintre soți sunt grav vătămate și continuarea căsătoriei nu mai este posibilă; instanța stabilește culpa unuia dintre soți în destrămarea căsătoriei sau culpa ambilor soți - culpa lor comună, chiar dacă numai unul dintre ei a făcut cerere de divorț.
- la cererea unuia dintre soți, după o separare în fapt care a durat cel puțin 2 ani; divorțul se pronunță din culpa exclusivă a soțului reclamant (cu caracter de noutate), cu excepția situației în care pârâtul se declară de acord cu divorțul, când acesta se pronunță fără a se face mențiune despre culpa soților.
- la cererea aceluia dintre soți a cărui stare de sănătate face imposibilă continuarea căsătoriei, caz în care desfacerea căsătoriei se pronunță fără a se face mențiune despre culpa soților.

### Proceduri de divorț
A se vedea flyer-ul[nefuncțională]
 editat de CSM în cadrul Proiectului Vin Codurie! și care explică prevederile Noului Cod Civil relativ la divorț

#### Divorțul pe cale administrativă[8]
Pentru mai multe detalii consultați articolul Divorțul pe cale administrativă din Wikipedia sau Paragraful Divorțul prin acordul soților pe cale administrativă sau prin procedură notarială (375-378) din Iurispedia
Pe cale administrativă poate fi soluționat divorțul prin acord, indiferent de durata căsătoriei, dacă sunt întrunite următoarele condiții:
- soții își exprimă liber și neviciat consimțământul, în fața ofițerului de stare civilă de la locul căsătoriei sau al ultimei locuințe comune a soților,
- nici unul dintre ei nu este pus sub interdicție
- nu au copii minori născuți din căsătorie, din afara căsătoriei sau adoptați

Cererea de divorț se depune de către soți împreună, iar după un termen de reflecție de 30 de zile de la înregistrarea cererii, soții se prezintă personal, și, dacă ambii stăruie să divorțeze, ofițerul de stare civilă, după ce verifică valabilitatea consimțământului, eliberează certificatul de divorț fără vreo mențiune cu privire la culpa soților.

#### Divorțul pe cale notarială[9]
Pentru mai multe detalii consultați articolul Divorțul pe cale notarială din Wikipedia sau articolul Paragraful Divorțul prin acordul soților pe cale administrativă sau prin procedură notarială (375-378) din Iurispedia
În România, s-au înregistrat 2.790 divorțuri cu minori soluționate notarial în anul 2012 și respectiv 4.800 divorțuri cu minori soluționate notarial în anul 2013. Prin procedura notarială pot fi soluționate:
- divorțul prin acord al soților care nu au copii minori,
- divorțul soților care au copii minori născuți din căsătorie, din afara căsătoriei sau adoptați (cu caracter de noutate în noul Cod civil), dacă soții convin asupra tuturor aspectelor referitoare la:
  - numele de familie pe care să îl poarte după divorț,
  - exercitarea autorității părintești de către ambii părinți,
  - stabilirea locuinței copiilor după divorț,
  - modalitatea de păstrare a legăturilor personale dintre părintele separat și fiecare dintre copii,
  - stabilirea contribuției părinților la cheltuielile de creștere, educare, învățătură și pregătire profesională a copiilor.

Competent este notarul de la locul căsătoriei sau al ultimei locuințe comune a soților. Și în acest caz niciunul dintre soți nu trebuie să fie pus sub interdicție, iar consimțământul trebuie să fie liber și neviciat. Cererea de divorț se depune de către soți împreună, dar poate fi depusă și prin mandatar cu procură autentică. După un termen de reflecție de 30 de zile, soții se prezintă personal, și, dacă stăruie să divorțeze, notarul, după ce verifică valabilitatea consimțământului, eliberează certificatul de divorț fără vreo mențiune cu privire la culpa soților.

#### Divorțul pe cale judiciară
Pentru detalii vedeți articolul Divorțul prin acordul părților pe cale judiciară
Pe cale judiciară pot fi soluționate cererile de divorț pentru oricare dintre motivele arătate, dacă soții se adresează direct instanței de judecată sau dacă divorțul administrativ sau notarial a fost respins. Competentă este instanța de tutelă, în condițiile arătate de Codul de procedură civilă;
Actele necesare pentru introducerea unui proces de divorț sunt copie după actul de identitate, certificatul de căsătorie în original și, în cazul în care există copii, copie după certificatul de naștere.

### Efectele divorțului în raporturile dintre soți
Conform codului civil al României următoarele aspecte sunt relevante:

#### Data desfacerii căsătoriei
Pentru detalii, vedeți Articolul 382 Data desfacerii căsătoriei
- Căsătoria este desfăcută din ziua când hotărârea prin care s-a pronunțat divorțul a rămas definitivă.
- Prin excepție, dacă acțiunea de divorț este continuată de moștenitorii soțului reclamant, căsătoria se socotește desfăcută la data decesului.
- În cazul divorțului administrativ sau notarial, căsătoria este desfăcută pe data eliberării certificatului de divorț.

#### Numele de familie după căsătorie
Pentru detalii, vezi Articolul 383 Numele de familie după căsătorie
- La desfacerea căsătoriei prin divorț, soții pot conveni să păstreze numele purtat în timpul căsătoriei.
- Pentru motive temeinice, justificate de interesul unuia dintre soți sau de interesul superior al copilului, instanța poate să încuviințeze ca soții să păstreze numele purtat în timpul căsătoriei, chiar în lipsa unei înțelegeri între ei.
- Dacă nu a intervenit o înțelegere sau dacă instanța nu a dat încuviințarea, fiecare dintre foștii soți poartă numele dinaintea căsătoriei.

#### Efecte cu privire la regimul matrimonial
Pentru detalii vedeți Paragraful Despre regimul matrimonial în general (312-320) din iurispedia
- În cazul divorțului, regimul matrimonial încetează între soți la data introducerii cererii de divorț.
- Oricare dintre soți sau amândoi, împreună, în cazul divorțului prin acordul lor, pot cere instanței de divorț să constate că regimul matrimonial a încetat de la data separației în fapt.
- Actele de înstrăinare sau de grevare, precum și actele din care se nasc obligații în sarcina comunității, încheiate de unul dintre soți după data introducerii cererii de divorț sunt anulabile, dacă au fost făcute în frauda celuilalt soț.

#### Despăgubiri, prestații compensatorii, obligații de întreținere între foștii soți
Pentru detalii vezi: Paragraful Efectele divorțului cu privire la raporturile patrimoniale dintre soți (385-395) din iurispedia
- despăgubiri: soțul nevinovat, care suferă un prejudiciu prin desfacerea căsătoriei, poate cere soțului vinovat să îl despăgubească. Instanța de tutelă soluționează cererea prin hotărârea de divorț. Despăgubirile pot fi cerute distinct de dreptul la prestația compensatorie.
- obligația de întreținere între soți încetează prin desfacerea căsătoriei. Soțul divorțat are dreptul la întreținere, dacă se află în nevoie din pricina unei incapacități de muncă survenite înainte de căsătorie ori în timpul căsătoriei, dar și atunci când incapacitatea se ivește în decurs de un an de la desfacerea căsătoriei, însă numai dacă incapacitatea este cauzată de o împrejurare în legătură cu căsătoria.
- prestația compensatorie: în cazul în care căsătoria a durat cel puțin 20 de ani, iar divorțul se pronunță din culpa exclusivă a soțului pârât, soțul reclamant poate beneficia de o prestație care să compenseze, atât cât este posibil, un dezechilibru semnificativ pe care divorțul l-ar determina în condițiile de viață ale celui care o solicită. Soțul care solicită prestația compensatorie nu poate cere de la fostul său soț și pensie de întreținere. Prestația compensatorie nu se poate solicita decât odată cu desfacerea căsătoriei. Prestația compensatorie poate fi stabilită în bani, sub forma unei sume globale sau a unei rente viagere, ori în natură, sub forma uzufructului asupra unor bunuri mobile sau imobile care aparțin debitorului.

### Efectele divorțului asupra relațiilor dintre părinți și copii
Pentru detalii, vezi: Noul Cod Civil Paragraful Efectele divorțului cu privire la raporturile dintre părinți și copiii lor minori (396-404) din iurispedia
În România, operează prezumția de autoritate părintească comună. Astfel, custodia unică este excepția de la regulă. (Art. 397 și Art. 398
codul civil). Ca și pe vechiul Cod al familiei, in cazul custodiei unice, "celălalt părinte păstrează dreptul de a veghea asupra modului de creștere și educare a copilului, precum și dreptul de a consimți la adopția acestuia." (Art 398 (2)). Conform Legii 272/2004, republicată 2014, Art 36 (7) "Se considera motive intemeiate pentru ca instanta sa decida ca autoritatea parinteasca sa se exercite de catre un singur parinte alcoolismul, boala psihica, dependenta de droguri a celuilalt parinte, violenta fata de copil sau fata de celalalt parinte, condamnarile pentru infractiuni de trafic de persoane, trafic de droguri, infractiuni cu privire la viata sexuala, infractiuni de violenta, precum si orice alt motiv legat de riscurile pentru copil, care ar deriva din exercitarea de catre acel parinte a autoritatii parintesti. " Când ambii părinti exercită autoritatea părintească comună, ei trebuie sa ajungă la o înțelegere în ceea ce privește copilul. Dacă nu reușesc aceasta, neînțelegerile dintre ei pot fi soluționate pe cale juridică conform  Art. 486 codul civil, care stipulează: "Ori de câte ori există neînțelegeri între părinți cu privire la exercițiul drepturilor sau la îndeplinirea îndatoririlor părintești, instanța de tutelă, după ce îi ascultă pe părinți și luând în considerare concluziile raportului referitor la ancheta psihosocială, hotărăște potrivit interesului superior al copilului. Ascultarea copilului este obligatorie, dispozițiile art. 264 fiind aplicabile."

## Divorțul în Uniunea Europeană
- În cele mai multe țări, divorțul este pronunțat de un de o judecătorie, iar hotărârea pronunțată dizolvă căsătoria. Atunci când cuplul are copii, divorțul presupune, pe lângă separarea soților, o nouă organizare a relațiilor fiecăruia cu copiii comuni.
- Divorțul antrenează, de asemenea, partajul bunurilor deținute în comun de soți și, dacă este cazul, plata unei contribuții sau a unei pensii alimentare de către un soț către celălalt sau pentru întreținerea copiilor.
- În Uniunea Europeană, normele permit stabilirea instantei în fața căreia trebuie înaintată cererea de divorț în momentul separării cuplului. Aceste norme sunt utile în special pentru cuplurile formate din persoane de naționalități diferite sau atunci când membrii unui cuplu au locuit în diferite state membre pe parcursul căsătoriei.
- De asemenea, normele permit ca un divorț pronunțat într-o tară din Uniunea Europeană să fie mai ușor recunoscut într-un alt stat membru și să producă efecte în acesta.

## Efectele divorțului asupra copiilor
- Buchanan, Maccoby și Dornbusch (1996) [15] au clasificat factorii care afectează adaptarea postdivorț a copiilor în trei categorii: pierderea unui părinte, conflict interparental și scăderea calității îngrijirii din partea părintelui custodian (în care calitatea îngrijirii din partea părintelui custodian se deteriorează, tipic în primii 2 ani după divorț).
- S-a dovedit că divorțurile duc la o calitate mai slabă a relațiilor părinte-copil (de exemplu, Amato & Booth, 1996) iar conflictele maritale (Amato, 1993), un nivel mai scăzut al felului în care copilul percepe grija părintească și expunerea la conflictele dintre părinți au fost asociate cu dezvoltarea ostilității ca trăsătură de caracter (de exemplu, Luecken, 2000a; Matthews, Woodall, Kenyon, si Jacob, 1996).[16]
- Există multe lucrări care prezintă o legătură între ostilitate ca și caracteristică psihosocială și riscul sporit de a declanșa boli cardiovasculare și șanse mai mici de recuperare în urma incidentelor cardiace (de exemplu, Barefoot, Larsen, von der Lieth, și Schroll, 1995; Williams, 1997)[16].
- Creșterea reactivității prin simpatie la stres a fost asociată cu ostilitatea și probabil poate reprezenta mecanismul biologic prin care ostilitatea determină creșterea riscului de boli coronariene (de exemplu, Davis, Matthews, & McGrath, 2000; Engebretson, & Matthews, 1992;. Kamarck et al, 1997)[16].
- În general, divorțul părinților este stresant pentru mulți copii (de exemplu, Wolchik, Sandler, Braver, & Fogas, 1985), și se adună din ce în ce mai multe dovezi că experiențele stresante din copilăria timpurie, mai ales legate de cei care i-au îngrijit pe respectivii copii, pot avea efecte de durată asupra sănătății (de exemplu, DeBellis et al., 1999), asupra reactivității fiziologice la stres și asupra vulnerabilității la boli legate de stres (de exemplu, Gunnar, 1998;. Heim et al, 2000;. Luecken, 2000b)[16].
- Luecken and Fabricius au constatat că adulții tineri proveniți din familii divorțate care au avut sentimente foarte negative despre divorțul parinților lor au manifestat o ostilitate mai mare și au inregistrate în fișele medicale mai multe boli decat cei care au avut sentimente mai pozitive cu privire la divorț[16].
- Goede și Spruijt (1996) a constatat o stare de sănătate mai precară la femeile adulte tinere provenite din familii divorțate în raport cu familiile intacte, dar nu s-a întâmplat la fel în ce privește bărbații[16].

## Avantajele/dezavantajele divorțului din punctul de vedere al copiilor
- Este invocată adesea asocierea dintre structura familiei și starea de bine a copilului concluzia fiind aceea că minorii care cresc alături de doi părinți căsătoriți tind să se descurce mai bine decât alții (pentru recenzii vezi Amato, 2005; McLanahan și Sandefur, 1994; Sigle-Rushton și McLanahan, 2004). Dezvoltarea copilului fără ambii părinți este asociată cu o mulțime de efecte nedorite. Copiii, proveniți din familii monoparentale sau reconstituite, prezintă rate mai mari de sărăcie și niveluri mai scăzute de școlarizare și profesionalizare, decât cei care cresc alături de ambii părinți biologici sau adoptivi (Astone și McLanahan, 1991; Biblarz și Raftery, 1993, 1999; DeLeire și Kalil, 2002; Kiernan, 1992; McLanahan și Sandefur, 1994; Wojtkiewicz, 1993). În cazul lor, s-a constatat o utilizare mai frecventă a substanțelor interzise și apariția comportamentelor de risc, cum ar fi fumatul, consumul băuturilor alcoolice și a drogurilor (Carlson, 2006; DeLeire și Kalil, 2002; Hoffmann și Johnson, 1998).
- Suplimentar, acești copii probabil că își vor începe viața sexuală la o vârstă mai fragedă (Davis și Friel, 2001; Thorton și Camburn, 1989), vor fi tineri și necăsătoriți atunci când își vor forma propria familie (Cherlin, Kiernan și Chase-Lansdale, 1995; Kiernan, 1992; Kiernan și Hobcraft, 1997; McLanahan și Sandefur, 1994; Thornton, 1991; Wu, 1996) și vor experimenta dizolvarea relațiilor lor romantice (Amato și DeBoer, 2001; Kiernan și Cherlin, 1999; McLanahan și Bumpass, 1988; Wolfinger, 1999) [17]

- Există însă și studii noi care arată că nu apar diferențe semnificative între rezultatele copiilor care provin din familii monoparentale și rezultatele acelor copii care trăiesc în familii în care părinții nu au divorțat dar în care există un conflict puternic între părinți [18].

## Incidența divorțurilor în România
- Numărul căsătoriilor în România a scăzut de la 149.000 în anul 2008 la 115.800 în anul 2010[19].
- Vârsta medie la care se căsătoresc românii este de 30,9 ani la bărbați și 27,5 ani la femei[19].
- Numărul divorțurilor a scăzut și el, de la 35.700 în anul 2008 la 32.600 în anul 2010[19], la aproximativ 31.500 în anul 2012 și la doar 28.500 în anul 2013[20]
- Aproape 70% din numărul total de divorțuri s-au înregistrat în mediul urban[19].
- Durata medie a unei căsătorii desfăcute prin divorț este de 13 ani[19] [21]
- Vârsta medie la divorț este de 40 de ani la bărbați și 36 de ani la femei[19].
- Cuplurile cu minori au reprezintă, în medie 46% din totalul cuplurilor care divorțează[19]

| Număr total de dosare soluționate în instanțele de judecată din România |        |        |       |        |                                                                            |
| anul 2008                                                               | total  | fond   | apel  | recurs |                                                                            |
| A1                                                                      | 8.931  | 5.826  | 2.511 | 594    | Număr de dosare soluționate având ca obiect „încredințare minori” din care |
| A2                                                                      | 8.931  | 3.041  | 499   | 152    | > reîncredințare în urma divorțului                                        |
| A3                                                                      | 2.060  | 366    | 119   | 152    | > între părinți necăsătoriți                                               |
| A4                                                                      | 825    | 725    | 67    | 33     | > alte cauze                                                               |
| A5                                                                      | 35.106 | 32.001 | 2.511 | 594    | Număr de dosare soluționate având ca obiect „divorț cu minori”             |
| anul 2009                                                               | total  | fond   | apel  | recurs |                                                                            |
| B1                                                                      | 5.903  | 5.279  | 462   | 162    | Număr de dosare soluționate având ca obiect „încredințare minori” din care |
| B2                                                                      | 3.125  | 2.691  | 307   | 127    | > reîncredințare în urma divorțului                                        |
| B3                                                                      | 2.155  | 2.048  | 77    | 30     | > între părinți necăsătoriți                                               |
| B4                                                                      | 623    | 540    | 78    | 5      | > alte cauze                                                               |
| B5                                                                      | 31.583 | 28.498 | 2.469 | 616    | Număr de dosare soluționate având ca obiect „divorț cu minori”             |

## Prevederi referitoare la divorțul internațional
Pentru aceasta sunt relevante prevederile regulamentului Regulamentului (CE) nr. 2201/2003 privind competența, recunoașterea și executarea hotărârilor judecătorești în materie matrimonială și în materia răspunderii părintești în vigoare în toate statele membre ale Uniunii Europene, cu excepția Danemarcei.
- Proceduri privind recunoașterea hotărârilor de divorț la nivel internațional